# École belge de Casablanca
 (septembre 2024).
La mise en forme du texte ne suit pas les recommandations de Wikipédia : il faut le « wikifier ».
Les points d'amélioration suivants sont les cas les plus fréquents. Le détail des points à revoir est peut-être précisé sur la page de discussion.
- Les titres sont pré-formatés par le logiciel. Ils ne sont ni en capitales, ni en gras.
- Le texte ne doit pas être écrit en capitales (les noms de famille non plus), ni en gras, ni en italique, ni en « petit »…
- Le gras n'est utilisé que pour surligner le titre de l'article dans l'introduction, une seule fois.
- L'italique est rarement utilisé : mots en langue étrangère, titres d'œuvres, noms de bateaux, etc.
- Les citations ne sont pas en italique mais en corps de texte normal. Elles sont entourées par des guillemets français : « et ».
- Les listes à puces sont à éviter, des paragraphes rédigés étant largement préférés. Les tableaux sont à réserver à la présentation de données structurées (résultats, etc.).
- Les appels de note de bas de page (petits chiffres en exposant, introduits par l'outil «  Source ») sont à placer entre la fin de phrase et le point final[comme ça].
- Les liens internes (vers d'autres articles de Wikipédia) sont à choisir avec parcimonie. Créez des liens vers des articles approfondissant le sujet. Les termes génériques sans rapport avec le sujet sont à éviter, ainsi que les répétitions de liens vers un même terme.
- Les liens externes sont à placer uniquement dans une section « Liens externes », à la fin de l'article. Ces liens sont à choisir avec parcimonie suivant les règles définies. Si un lien sert de source à l'article, son insertion dans le texte est à faire par les notes de bas de page.
- La présentation des références doit suivre les conventions bibliographiques. Il est recommandé d'utiliser les modèles {{Ouvrage}}, {{Chapitre}}, {{Article}}, {{Lien web}} et/ou {{Bibliographie}}. Le mode d'édition visuel peut mettre en forme automatiquement les références.
- Insérer une infobox (cadre d'informations à droite) n'est pas obligatoire pour parachever la mise en page.

Pour une aide détaillée, merci de consulter Aide:Wikification.
Si vous pensez que ces points ont été résolus, vous pouvez retirer ce bandeau et améliorer la mise en forme d'un autre article.
Les Écoles Belges au Maroc (EBM) sont un réseau scolaire international au Maroc. Il se compose de l'École Belge de Casablanca, avec une école primaire située à Tamaris, Dar Bouazza ; et un site secondaire à Ouled Azzouz ; ainsi que l' École Belge de Rabat.
Le réseau enseigne les jeunes de l'âge de 2 ans et demi jusqu'à 18 ans et opère sous l'autorité de la Communauté française de Belgique, également connue sous le nom de Fédération Wallonie-Bruxelles (FWB). Elle fait partie de l'association des écoles à programme belge à l'étranger (AEBE).

## Histoire
L'école de Casablanca comptait 524 élèves en 2014, lors de son ouverture, avec son campus initial à Dar Bouazza. Son nombre d'inscriptions a dépassé les prévisions.
En 2015, les effectifs s'élevaient à 528 étudiants, dont seulement 22 % étaient belges. Cette année-là, il y avait 42 enseignants belges et 23 marocains. Le nouveau campus secondaire de l'école de Casablanca a ouvert ses portes en 2018.
La première pelletée de terre a eu lieu en janvier 2017. Il a ouvert l'année suivante avec 250 étudiants.

## Campus
Le campus de Tamaris se trouve à environ 9km du Morocco Mall.

## Lectures complémentaires
- Agoumi, Karim, « L’école belge de Rabat prépare à l’entrée au collège », L'Économiste, 27 juin 2019
- Tassin, Stéphane, « Une école belge sort de terre à Rabat », La Libre, 26 juin 2018